# Sint-Antoniuskerk (Antwerpen)
De Sint-Antoniuskerk is een rooms-katholieke parochiekerk, gelegen aan de Paardenmarkt in Antwerpen (België).

## Geschiedenis
Ofschoon het huidige gebouw ruim een eeuw geleden werd opgericht, begint de wordingsgeschiedenis zeer ver in het verleden.
De godsdienstperikelen die met de "Beeldenstorm" in 1566 een droevige piek kenden, werden gevolgd door de zogenaamde contrareformatie welke tot doel had het hoofd te bieden aan de protestantse invloed.
Alhoewel de kapucijnenpaters reeds sedert ongeveer 1530 in de Lage Landen actief waren, werd hun aanwezigheid ten tijde van het beleg door Alexander Farnese geïntensifieerd.
In 1587 kregen ze zeggenschap over een stuk grond aan de Paardenmarkt waar ze hun klooster bouwden alsook de eerste Antwerpse kapucijnenkerk.
Ingevolge de belangeloze inzet van een groot aantal paters, kende het klooster alras voorspoed.
In 1614 werd een tweede kerk gewijd, ter vervanging van de oorspronkelijke die te klein was geworden.
Zowat een halve eeuw later, in 1660, beschikte het klooster over 65 cellen waarin de kapucijnen geherbergd werden.
Alhoewel straatprediking hun hoofdbezigheid was, werd veel aandacht besteed aan de ziekenzorg en werd door hen het eerste pesthuis in Antwerpen opgericht.
Ten tijde van de Franse Revolutie en dito overheersing in de Lage Landen, sloeg het bewind vele kerkelijke eigendommen aan, in de hoop soelaas te vinden voor de benarde financiële toestand van de staatskas. Dat onheil overkwam ook het klooster en de kerk aan de Paardenmarkt en de kapucijnen werden verdreven...
Niettemin kochten de parochianen -na het concordaat van 15 juli 1801 met Napoleon- het kapucijnenkerkje alsmede een deel van het klooster terug. Maar in de loop der 19e eeuw groeide de bevolking van Antwerpen sterk, en het oude kerkje uit 1613 bood niet meer genoeg ruimte voor de kerkgangers. Dit leidde ertoe dat de 32-jarige bouwmeester Jan-Lodewijk Baeckelmans (° Antwerpen 1835, † Antwerpen 8 november 1871) in 1867 een nieuwe kerk ontwierp. Deze bekwame architect die in 1858 de Prijs van Rome had behaald, stierf echter zeer jong, ... korte tijd na de voltooiing van zijn theoretisch ontwerp. Het geluk om de bouw van zijn geesteskind te beleven, kende hij niet. Inderdaad, een aanslepende onenigheid met het stadsbestuur was er de oorzaak van, dat de constructie gedurende enkele decennia uitgesteld werd.
Het project van de Sint-Antoniuskerk zoals men ze heden ten dage kent, werd slechts goedgekeurd in 1904.
En, na meer dan 30 jaar meningsverschil met de stedelijke overheden, kon architect Jules Bilmeyer (° Berchem-Antwerpen 4 november 1850, † Berchem-Antw. 13 juni 1920) ten slotte omstreeks 1907 de bouw aanvangen, naar de plannen van zijn overleden collega.
De oprichting van de nieuwe kerk vereiste bij de aanvang der werken de sloop van het oude kapucijnenkerkje. Doordat de nieuwe ten dele opgetrokken werd op het grondoppervlak van het kapucijnenklooster, kon het altaar -in tegenstelling tot de gewoonte- wegens plaatsgebrek niet oostelijk gericht worden. Om die reden is het gebouwd in noordelijke richting.
Rechts naast de toren treft men een tuinmuurtje aan, dat het binnenpleintje van het gesloopte kapucijnenkerkje afschermt ten opzichte van de Paardenmarkt. In dit tuintje -tegen een trapgeveltje- ziet men de jaartalankers 1613 die herinneren aan het bouwjaar van de vorige kerk. Daaronder aanschouwt men een calvariegroep welke dateert uit 1737 en die voorheen was opgehangen aan de nabije Kalkbrug (thans: Sint-Paulusplaats genoemd). In het begin van de 19e eeuw werden deze beelden naar dit binnenpleintje verplaatst.
Aan de linkerkant van de kerk bevindt zich een devotiekapel, toegewijd aan Onze-Lieve-Vrouw van Goed Succes, de beschermvrouw van zee- en handelslui.

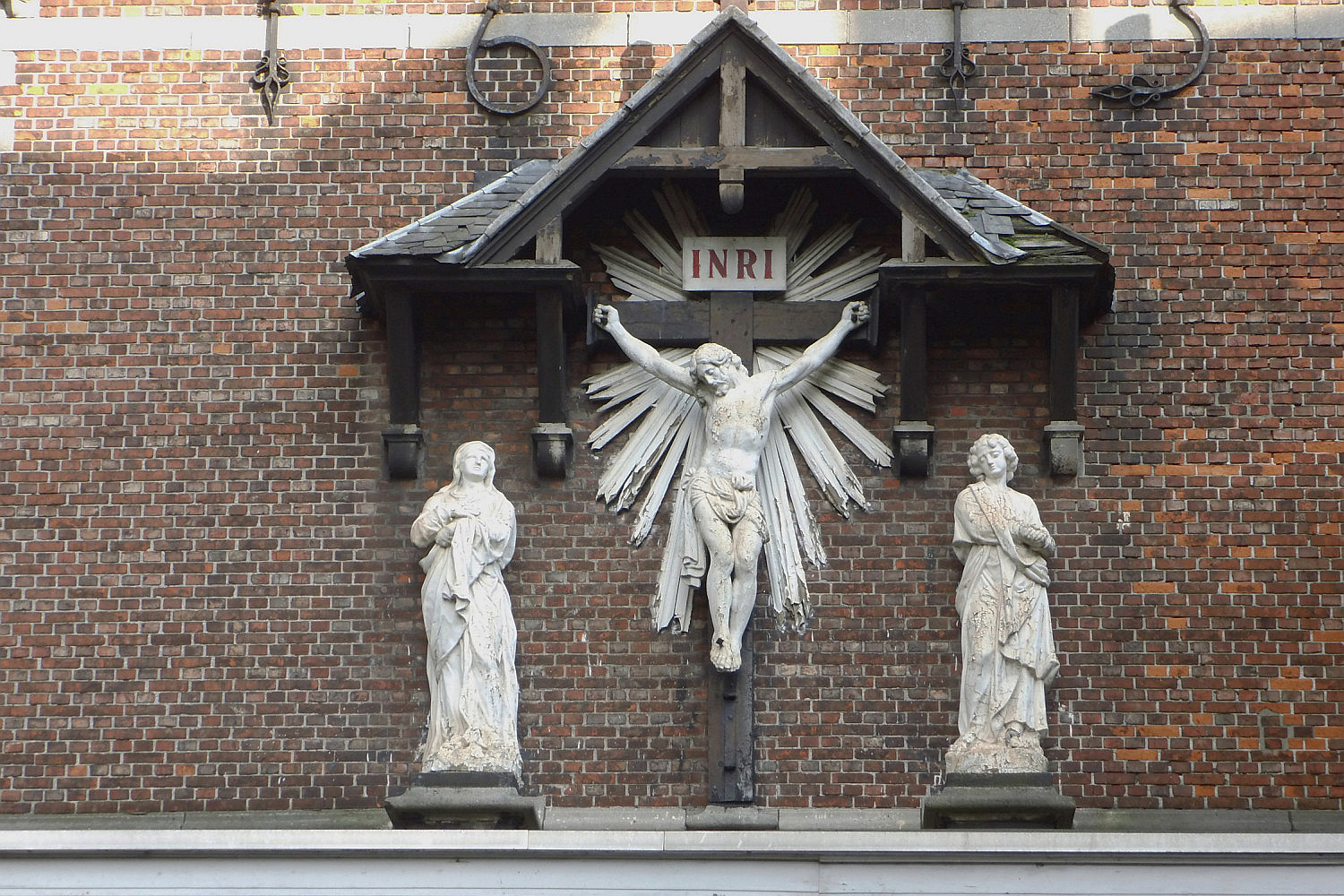
Op het binnenpleintje: de jaartalankers 1613 op de muur herinneren aan het bouwjaar van het vorige kapucijnenkerkje. Eronder hangt een calvariegroep uit 1737 die voorheen was opgehangen aan de Kalkbrug.

## Architectuur
Het gebedshuis is door Lodewijk Baeckelmans ontworpen in de neogotische stijl, parallel met de ideeën van de Franse architect Eugène Emmanuel Viollet-le-Duc. Het gebruikte materiaal is bruinrode baksteen. De voorgevel en de 78 meter hoge toren, zijn bekleed met gele steen.
De met steunberen versterkte toren bevindt zich aan de zuidoostelijke hoek. Hij is onderverdeeld in drie verdiepingen en heeft onder zijn stenen spits een zeshoekige basis, die op haar beurt omgeven is door kleinere torentjes.
De voorgevel is onderverdeeld in twee puntgevels: rechts de hoofdingang en links de toegang tot de hoger genoemde devotiekapel.
Boven het portaal van de hoofdingang ziet men een balustrade bestaande uit zeven nissen, die wellicht bestemd waren om er franciscaanse heiligen in af te beelden. Voor het ogenblik staat er slechts één beeld (van de Heilige Ludovicus), en er mag worden aangenomen dat deze beperking te maken heeft met gebrek aan geldelijke middelen. Dit portaal met zijn balustrade en het roosvenster erboven, vertonen een gelijkenis met het centrale gevelelement der Sint-Amanduskerk aan de Seefhoek te Antwerpen.

## Interieur
De kerk omvat een middenbeuk met vijf traveeën en een koor, twee zijbeuken, een transept en koorkapellen. De zoldering is ondersteund door kruisribgewelven.
In tegenstelling tot vele andere kerken, is voor het interieur geen gebruik gemaakt van bepleistering maar wel van witte steen. Het gebruik van dit materiaal geeft aan de kerk, en gans in het bijzonder aan de linker- en rechterkruisbeuk, beide met doksaal en open balustrade, een zeer merkwaardig ruimtelijk zicht.
Door een groot aantal kleine roosvensters, twee- en drielichten, alsook drie grote roosvensters, valt het licht binnen.

### Erfgoed
De binneninrichting bestaat voor een belangrijk deel uit:
- enerzijds elementen afkomstig van twee kerken, te weten: het gesloopte kapucijnenkerkje en de voormalige Sint-Walburgiskerk;
- anderzijds patrimomium van de broederschappen uit de 19e eeuw. Oa. de Broederschap van Onze-Lieve-Vrouw van Goed Succes.

Het interieur is om die reden hoogst bezienswaardig.
Het belangrijkste kunstwerk afkomstig uit de oude kapucijnenkerk is het schilderij St.-Franciscus ontvangt het Jezuskind uit handen van O.-L.-Vrouw door Pieter Paul Rubens. Rubens en ateliermedewerkers schilderden deze compositie tussen 1614 en 1617 voor een kapel in de voormalige kapucijnenkerk. Het werd in 1794 door de Franse bezetter in beslag genomen en naar Parijs gevoerd. Bij de restituties in 1815 keerde het naar Antwerpen terug. Het werk werd begin 1816 op last van koning Willem I terug aan de kerk geschonken.

### Hoogkoor
Vijf glas-in-loodramen met een hoogte van 18 meter, in 1907 gebouwd door de Antwerpse glazeniers Stalins en Janssens, zorgen voor de lichtinval in het hoogkoor. Eronder schittert het originele altaar, opgebouwd uit twee delen: de altaartafel in licht grijsgroen marmer, en erboven een retabel (in gedreven messing) met tabernakel. Dit retabel, door de edelsmeden J. Wilmotte & Fils uit Luik gebouwd voor de Wereldtentoonstelling van 1920 (Luik), werd door de toenmalige pastoor aangekocht.

### Viering
Zeer hoog in de viering hangt een in 1910 gepolychromeerd houten missiekruis, van de hand van de Antwerpse beeldhouwer Pieter De Roeck (° 1862, † 1931).
Eronder, in het middelpunt van de viering, staat het actuele altaar.

### Linkerkoorkapel
Aan de linkerkant van het koor bevindt zich de kapel van "Onze-Lieve-Vrouw van Goed Succes". Het altaar en het bijhorende retabel werden in 1911 eveneens gebeeldhouwd door Pieter De Roeck. Het centrale element is een houten kopij van een beeld uit 1604, genaamd: "O.-L.-Vrouw van Goed Succes". Het originele stuk wordt bewaard in een kluis.
Links en rechts staan engelenbeelden die een kandelaar ondersteunen.

### Linkerkruisbeuk
Hier bevindt zich het barokke Sint-Jozefsaltaar. De tafel -afkomstig van de voormalige kapucijnenkerk- heeft de vorm van een graftombe in witte steen, in het midden verfraaid met de afkorting "SJ" van Sint-Jozef, en zowel links als rechts het hoofdje van een putto.
Het retabel -op het einde van de 19e eeuw gebeeldhouwd door Pieter De Roeck- stelt het huwelijk voor, van Jozef en Maria. Het is omkaderd met rood marmer en putti.

### Linkerzijbeuk
In de linkerzijbeuk treft men het altaar van de H. Andreas Avellinus aan. De tafel ervan is gemaakt in witte steen die gedragen wordt door zes marmeren poten. Het retabelschilderij (olieverf op hout) is in 1921 geschilderd door Jozef Janssens (°1854, †1930) en stelt Andreas Avellinus voor, op het ogenblik dat hij het Heilig Oliesel (de laatste zalving) ontvangt alvorens te sterven.
Op de altaartafel staat een gepolychromeerd houten beeld (van het einde der 19e eeuw) dat deze heilige afbeeldt. Vermoedelijk werd het gebeeldhouwd door Jan-Baptist De Boeck en Jan-Baptist Van Wint. Beide kunstenaars werkten bij wijlen samen.

### Rechterkoorkapel
Deze kapel is gewijd aan Sint-Antonius van Padua. Het altaar is gebeeldhouwd uit witte steen. Het houten retabel bestaat uit vijf delen:
- in het midden, een gepolychromeerd 19e-eeuws beeld van Antonius van Padua, afkomstig uit de vroegere kapucijnenkerk;
- links en rechts telkens twee luiken. Enerzijds deze die aanleunen tegen het middenstuk: zij zijn omstreeks 1928 tot 1930 uit hout gesneden door Pieter De Roeck. Anderzijds de buitenste: dit zijn schilderingen (anno 1930) van de hand van kunstenaar Ernest Wante (°Gent, 1872, † Berchem (Antwerpen), 1960).

### Glas-in-loodramen
De roosvensters zijn gemaakt door Stalins en Janssens in 1908 en 1909. In de kruisbeuk en boven het orgel ziet men grote ramen, met een doormeter van 5,5 meter. De versieringen in de roosvensters, zowel in de grote als in de kleine, zijn merendeels bloemmotieven. Alleen het centrale cirkelvormige gedeelte stelt een religieuze figuur voor. Over het algemeen zijn de kleuren niet fel en vormen ze een gematigd contrast, waardoor de lichtopbrengst ingevolge de transparantie voldoende is.

### Preekstoel
De eikenhouten kansel werd in 1915 vervaardigd door Jan Gerrits (°Antwerpen 31 mei 1844, † Antwerpen 29 maart 1922). Deze bekende beeldhouwer van religieuze werken leefde te Antwerpen. Hij ligt begraven op het kerkhof van Sint-Fredegandus te Deurne (Antwerpen) op perk B-01-06. Zijn zoon, Bruno Gerrits, beeldhouwde het bas-reliëf voor de grafsteen.

## Herbestemming
De Sint-Antonius van Paduakerk is een herbestemd kerkgebouw. De nieuwe bestemming is nog steeds spiritueel. Verschillende geloofsgemeenschappen maken van het gebouw gebruik.